# 萨氏果鹦鹉
，又名薩氏無花果鸚鵡或薩爾瓦多無花果鸚鵡，是分布於新幾內亞西北部的一種中型鸚鵡，棲息範圍由鸟头湾東岸（Nabire 地區）以東至查雅普拉的 Cyclops 山一帶，生活於 400 公尺以下的低海拔開闊林地。名字來自義大利動物學家托馬索·薩爾瓦多里。